# Mohamed Amgun
Mohamed Amgun (8 de noviembre de 1988) es un deportista marroquí que compitió en atletismo adaptado. Ganó tres medallas en los Juegos Paralímpicos de Verano entre los años 2012 y 2020.

## Palmarés internacional
| Juegos Paralímpicos | Juegos Paralímpicos     | Juegos Paralímpicos | Juegos Paralímpicos |
| Año                 | Lugar                   | Medalla             | Prueba              |
| ------------------- | ----------------------- | ------------------- | ------------------- |
| 2012                | Londres (Reino Unido)   | Medalla de bronce   | 400 m T13           |
| 2016                | Río de Janeiro (Brasil) | Medalla de oro      | 400 m T13           |
| 2020                | Tokio (Japón)           | Medalla de plata    | 400 m T13           |